# Damaeus trigonalis
Damaeus trigonalis är en kvalsterart som beskrevs av Karl Strenzke 1952. Damaeus trigonalis ingår i släktet Damaeus och familjen Damaeidae. Inga underarter finns listade i Catalogue of Life.